# Chris Aylmer
Chris Aylmer, właśc. Christopher Aylmer (ur. 1957, zm. 9 stycznia 2007) – brytyjski basista, współzałożyciel formacji Samson, oraz pomysłodawca nazwy. W zespole występował u boku Paula Samsona i Clive’a Burra, późniejszego muzyka grupy Iron Maiden. Zmarł po ciężkiej chorobie. 